# Gnetum costatum
Gnetum costatum là một loài thực vật hạt trần trong họ Gnetaceae. Loài này được K.Schum. mô tả khoa học đầu tiên năm 1889.